# Salinas de Janubio

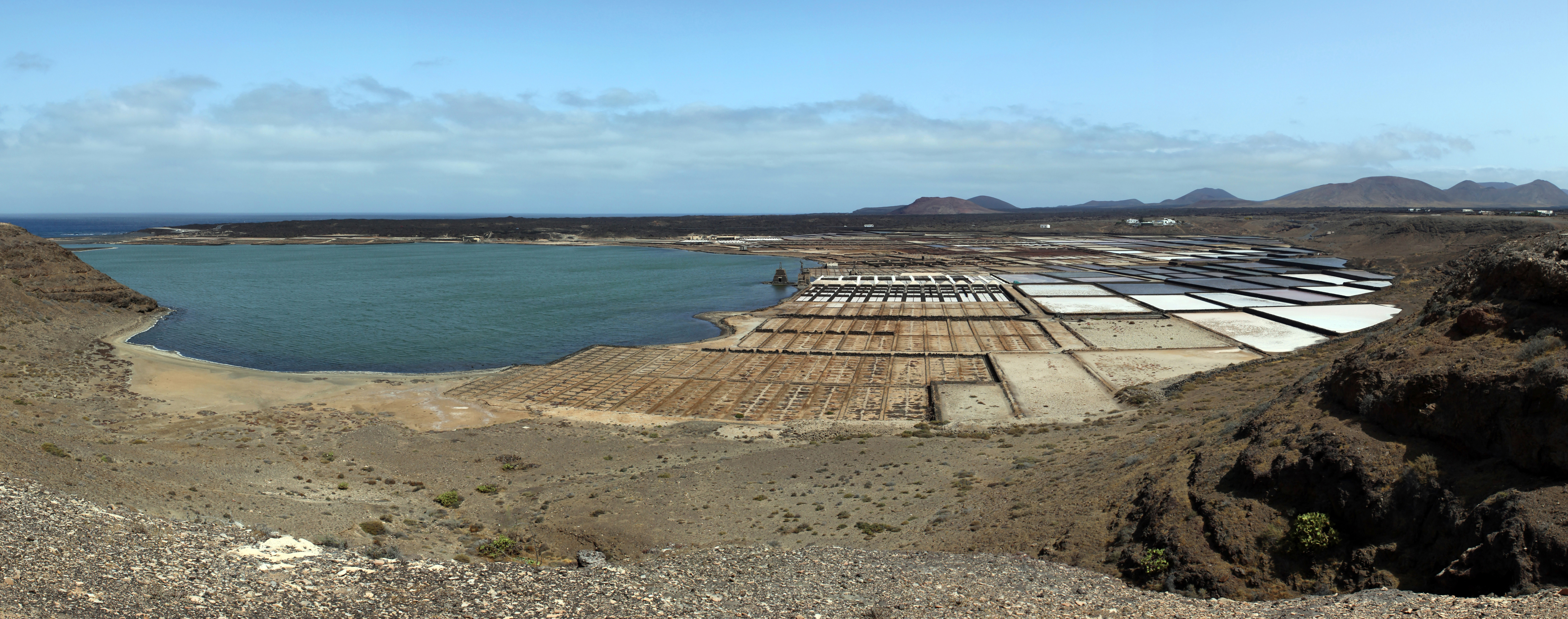
Salinas de Janubio

Die Salinas de Janubio bilden die größte Salzgewinnungsanlage der politisch zu Spanien gehörenden Kanarischen Inseln. Sie liegen an der Südwestküste der Insel Lanzarote in der Inselgemeinde Yaiza.

## Geschichte
In dem Gebiet der heutigen Salinen wurde einst Landwirtschaft betrieben. In der durch vulkanische Aktivitäten entstandenen, im Mittel drei Meter tiefen Lagune, durch eine Landzunge vom Atlantik getrennt, wurde 1895 mit dem Bau der Salzgewinnungsanlage als Familienbetrieb begonnen, da es hier bereits zuvor natürliche Salzablagerungen gab. Die Salinen erstrecken sich auch heute noch über ein etwa 45 Hektar großes Gebiet. Durch die Salzindustrie entstanden die benachbarten Orte La Hoya und Las Breñas. Bis in die 1970er Jahre wurden hier bis zu 10.000 Tonnen Meersalz pro Jahr mit zeitweise mehr als einhundert Arbeitskräften gewonnen. Dieses Salz wurde hauptsächlich von einheimischen und spanischen Fischfangflotten zur Konservierung von Fisch genutzt.
Als jedoch die Fangquoten zurückgingen, sich neue Kühltechniken durchsetzten und ausländische Konkurrenzprodukte auf den Markt kamen, musste die Salzgewinnung drastisch zurückgefahren werden.

## Funktion
Zunächst wurde mithilfe von Windmühlen das Meerwasser aus der Lagune durch ein enges Netz verzweigter Kanäle in das terrassenförmig angelegte Beckensystem gefördert. Später übernahmen diese Aufgabe elektrische Pumpen. 
Das in die oberen flachen Becken geförderte Meerwasser, das etwa 3,5 Prozent Salz enthält, verdunstet durch Sonne und Wind. So steigt die Salzkonzentration des Wassers in den Becken kontinuierlich an. Diese Sole wird in tiefer gelegene Becken geleitet. So kristallisieren sich die aus dem Wasser gelösten Salze am Beckengrund in den oberen Becken zunächst als Gips und weiter unten als Steinsalz aus. Nachdem das Restwasser abgelassen wurde, oder die Becken selbst trocken gefallen sind, häufen Arbeiter das Salz an. Dann werden grobe Verschmutzungen wie Steine aus dem Salz entfernt und das Salz mit gesättigtem Wasser gewaschen. Nun kann das sehr reine Salz entweder fein gemahlen oder direkt verpackt werden, je nach vorgesehener Verwendung.

## Heutige Situation
Etwa ein Fünftel der gesamten Anlage wird noch heute zur Salzgewinnung genutzt, und zwar weiterhin als nicht subventionierter Familienbetrieb. Etwa zehn Salzbauern gewinnen derzeit rund 2.000 Tonnen Meersalz pro Jahr, welches teilweise noch zur Fischkonservierung genutzt wird, aber auch als Chlorersatz in Schwimmbädern Verwendung findet oder als Speisesalz auf dem lokalen Markt verkauft wird.
Die Salzbecken der von der Landstraße aus überblickbaren Salinen zeigen sich, je nach Sonnenstand, in unterschiedlichen Farben, die von salzliebenden Mikroorganismen, den so genannten Halophilen erzeugt werden. Die einzellige Grünalge Dunaliella salina, mit ihrem hohen Gehalt an Carotinoiden, ist beispielsweise für die rötlich-orangen Verfärbungen verantwortlich. Des Weiteren sind Salzhügel, historische Windmühlen, teils verfallene Gebäude und Mauerwerk erkennbar. 

### Naturschutz
Die Salinen haben sich zu einem Ökosystem mit besonderen, natürlichen Eigenschaften der umliegenden Flora und Fauna entwickelt. Die Vegetation der Umgebung ist halophil, also salzliebend. Der Wiedehopf und der Wüstengimpel nutzen die Salinas de Janubio als Brutgebiet. Dazu lassen sich hier in den Wintermonaten diverse Zugvögel nieder, zu denen unter anderem Regenbrachvögel, Seidenreiher und Stelzenläufer zählen.
1987 wurden die Salinas de Janubio zur Paraje Natural de Interés Nacional del Janubio, zur Naturlandschaft von nationalem Interesse, erklärt. 1994 erfolgte im Rahmen der Europäischen Nachbarschaftspolitik eine Klassifizierung als Sitio de Interés Científico, als Gebiet von wissenschaftlichem Interesse.